# SSM-N-9 Regulus II
El SSM-N-9 Regulus II fue un misil de crucero supersónico armado con una ojiva nuclear, destinado a ser lanzado desde buques de superficie y submarinos de la Armada estadounidense.

## Historia
Las limitaciones del Regulus I eran bien conocidas cuando entró en servicio en 1955, por lo que la Armada de los Estados Unidos publicó una especificación para un misil de crucero supersónico lanzado desde la superficie, equipado para llevar una ojiva nuclear, que tuviera mayor alcance, precisión y resistencia a las contramedidas.
El desarrollo del Regulus II estaba muy avanzado cuando se canceló el programa en favor del sistema SLBM (misil balístico lanzado desde submarinos) UGM-27 Polaris, que ofrecía una precisión sin precedentes además de permitir que el submarino lanzador permaneciera sumergido y encubierto. El prototipo y los misiles de producción inicial se convirtieron posteriormente en aviones supersónicos teledirigidos KD2U-1 para la Marina y las Fuerzas Aéreas estadounidenses, que utilizaron el KD2U-1 durante las pruebas del Boeing IM-99/CIM-10 Bomarc SAM (misil tierra-aire).
El SSM-N-9a Regulus II fue rebautizado como RGM-15A en junio de 1963, casi cinco años después de la finalización del programa de misiles. Al mismo tiempo, el blanco teledirigido KD2U-1 fue rebautizado como MQM-15A. Algunos blancos equipados con tren de aterrizaje fueron rebautizados como GQM-15A.

## Desarrollo
Se realizaron 48 vuelos de prueba de los prototipos Regulus II, de los cuales 30 fueron un éxito, 14 un éxito parcial y sólo cuatro fracasaron. En enero de 1958 se firmó un contrato de producción y el único lanzamiento submarino se realizó desde el USS Grayback en septiembre de 1958.
Debido al elevado coste de los misiles (aproximadamente un millón de dólares cada uno), a la presión presupuestaria y a la aparición del SLBM, el programa de misiles Regulus se dio por terminado el 19 de noviembre de 1958. El apoyo al programa se retiró definitivamente el 18 de diciembre de 1958, cuando el Secretario de Marina Thomas S. Gates Jr. canceló el proyecto. En el momento de la cancelación, Vought había completado 20 misiles con 27 más en la línea de producción.